# Llibertat condicional
La llibertat condicional és una mesura alternativa a una pena de privació de llibertat, com la presó o l'arrest domiciliari, que consideren els ordenaments jurídics d'alguns estats, i que és possible imposar a la sentència quan es compleixen certs requisits establerts a la llei, que permet al condemnat per un delicte complir la seva sanció penal en llibertat, encara que subjecte a certes obligacions o sota certes condicions, per exemple, no cometre nous delictes o faltes. En cas d'incomplir aquestes condicions, la persona a qui se li ha concedit la llibertat condicional ha de complir la seva condemna a la presó.
De la mateixa manera, aquesta figura és considerada en certs sistemes legals com una mesura de rehabilitació, que permet al condemnat, després de complir una certa proporció de la pena imposada i altres requisits, acabar la seva condemna en llibertat, encara que subjecte a certes condicions.